# Uomo e superuomo
Uomo e Superuomo (titolo originale: Man and Superman) è una commedia di George Bernard Shaw ispirata alle idee filosofiche di Friedrich Nietzsche circa il superuomo (Übermensch), da cui l'opera prende il nome.

## Rappresentazioni
La prima di Uomo e Superuomo fu presso il Royal Court Theatre di Londra, il 23 maggio 1905, durante la quale non fu però rappresentato l'atto terzo, noto altrimenti come Don Giovanni all'Inferno (Don Juan in Hell). La seconda scena di tale atto fu proposta in teatro solo due anni più tardi, il 4 giugno 1907, sempre al Royal Court di Londra. La scelta d'una simile divisione deve al peculiare carattere della parte originariamente esclusa della commedia, in cui si abbandonano le coordinate terrene dei precedenti due atti e i personaggi vengono a trovarsi nel regno degl'Inferi, teatralmente rappresentato dalle ombre vespertine d'un luogo immaginario nella Sierra Nevada.